# Barrage de Ghdir El Goulla
Le barrage de Ghdir El Goulla (arabe : سد غدير القلة) est un barrage réservoir tunisien inauguré en 1968, à trois kilomètres au nord de la ville de Mornaguia et à treize kilomètres au nord-est de Tunis, dans le gouvernorat de l'Ariana. Il reçoit les eaux, arrivant sous conduite, du barrage de Beni M'Tir et du barrage Kasseb, avant de passer à l'usine de traitement des eaux de la SONEDE qui alimente Tunis.
Le barrage a une longueur en crête de 680 mètres et une hauteur de 27 mètres. Il peut retenir jusqu'à 2,8 millions de mètres cubes d'eau dans un réservoir d'une superficie de sept hectares.

## Eau potable
Le barrage de Ghedir El Goulla constitue, avec le barrage de Mornaguia et le futur barrage de Saïda, une retenue de sécurité placée à proximité du Grand Tunis. Ces barrages entrent en fonction durant les périodes de coupure des adductions de transfert et les heures de pointe, ou en cas d'accidents de qualité de l'eau.
Cependant, en 2020, lors de l'un de ces changements de sources d'approvisionnement, la qualité de l'eau fournie se détériore soudainement et visiblement dans l'agglomération de Mornaguia, alors que l'eau est pompée de ce barrage au lieu de venir directement de Beni M'Tir. Ceci donne lieu à des manifestations, grèves de la faim et protestations jusqu'au retour de l'approvisionnement en eau potable en provenance directe de Beni M'Tir.

## Importance écologique
Ce barrage forme avec le barrage réservoir de Mornaguia un complexe de zones humides classé par la convention de Ramsar (no 2101) de 273 hectares. La zone s'étend des limites des deux zones humides à l'aire du déversoir et jusqu'au point de confluence avec le canal de la Medjerda.
Ces deux réservoirs constituent les rares points d'eau douce de la région, les autres points d'eau étant saumâtres ou salés. Ils attirent de ce fait une grande variété d'oiseaux migrateurs, en particulier en fin d'été quand les autres sites sont à sec.

### Faune aviaire
Le site abrite des passereaux insectivores et des oiseaux aquatiques, en particulier des populations nicheuses de canards typique de l'Afrique du Nord. Il sert de refuge à des oiseaux sédentaires mais aussi à des oiseaux migrateurs car les plans d'eau des deux barrages forment l'un des couloirs écologiques établis avec les zones humides du Sud, telles que la sebkha Séjoumi, le lac de Tunis et le complexe humide du sud de cap Bon.
Pendant la saison hivernale, les sites abritent entre une dizaine d'espèces d'oiseaux d'eau : la marmaronette marbrée, le canard siffleur, mais aussi le grèbe castagneux, le grèbe à cou noir, le fuligule morillon, la foulque macroule, le fuligule milouin, l'échasse blanche, le chevalier aboyeur, l'avocette élégante, le vanneau huppé, la cigogne blanche et tout particulièrement deux espèces au statut précaire, l'érismature à tête blanche (en danger) et le fuligule nyroca (quasi menacé). Bien que faible (1 % des individus de la population), le nombre d'érismature à tète blanche représente au moins 73 individus observés en 2010 à Mornaguia et neuf individus à Ghdir El Goulla.

### Poissons
À l'exception des anguilles, les espèces de poisson d'eau douce autochtones à la Tunisie ont une valeur marchande économique très faible. Pour cette raison, le sandre (Sander lucioperca), un poisson carnivore à bonne valeur ajoutée, est introduit dans plusieurs barrages du nord de la Tunisie (Sidi Salem, Beni M'Tir et Bou Heurtma) au début des années 1990 sous forme de spécimens adultes, suivi d'opérations d'alevinage dans de nombreuses retenues. Une population de sandres s'établit alors naturellement dans le canal de transfert entre la Medjerda et le cap Bon puis dans les barrages utilisés comme réservoirs par la SONEDE qui y sont reliés comme ceux de Mornaguia et Ghdir El Goulla.

### Flore
Autour du barrage de Ghdir El Goulla, les plantes présentes sont les phragmites, les potamots et autres plantes émergentes. La flore est essentiellement constituée du jonc, du tamarix gallica et des roseaux communs.
Dans l'eau du barrage, 82 % du zooplancton total est du Copidodiaptomus numidicus.